# 伍德蘭 (喬治亞州)
伍德蘭（英語：Woodland）是一個位於美國喬治亞州塔爾博特縣的城市。

## 地理
伍德蘭的座標為32°47′15″N 84°33′40″W / 32.78750°N 84.56111°W，而該地的平均海拔高度為241米（即791英尺）。

## 人口
根據2010年美國人口普查的數據，伍德蘭的面積為2.00平方千米，當中陸地面積為2.00平方千米，而水域面積為0.00平方千米。當地共有人口408人，而人口密度為每平方千米204人。